# أحمد سوكونا
أحمد سوكونا (بالفرنسية: Ahmed Soukouna)‏ (مواليد 13 يناير 1990 في باريس - فرنسا) لاعب كرة قدم فرنسي يلعب حاليا لصالح نادي الدرجة الأولى تولوز الفرنسي منذ 2007 في مركز المهاجم .

## روابط خارجية
- أحمد سوكونا على موقع الاتحاد الأوربي (الإنجليزية)
- أحمد سوكونا على موقع قاعدة بيانات كرة القدم.إي يو (الإنجليزية)
- أحمد سوكونا على موقع Soccerway.com (الإنجليزية)